# Ice Road Truckers
Ice Road Truckers (no Brasil, Estradas Mortais) é uma série de televisão do The History Channel .Durante dois meses a cada ano, um grupo de homens se dirige à tundra canadense para realizar um dos trabalhos mais perigosos que se conhece. Conduzindo veículos monumentais eles levam suprimentos vitais para mineiros a centenas de quilômetros de distância. A fim de completar sua viagem sobre o perigoso gelo e os lagos congelados, cada homem é altamente treinado em sobrevivência pessoal, capacitado a consertar seu caminhão em temperaturas abaixo de zero e até a escapar do veículo caso o gelo se parta. Em Caminhoneiros do Gelo, History congelará novamente a tela do seu televisor, para que você conheça os perigos e desafios que eles têm que enfrentar em tempestades mortais e os terríveis acidentes que põem em jogo a vida destes valentes caminhoneiros, que escrevem sua história sobre o gelo, realizando um trabalho que poucos homens se atrevem a fazer.

## Ver Também
- HISTORY: Ice Road Truckers - Jogo eletrônico baseado na série